# Кутугай
Кутуга́й — село в юго-западной части Александрово-Заводского района Забайкальского края России.
Население — 174 чел. (2021).

## География
Расположено на реке Кутугай, левом притоке реки Борзи, в 56 км (по автодороге) к юго-западу от Александровского Завода. До поселкового центра, села Шаранча, по автодороге 14 километров.

## Население
| 1989 | 1998 | 2002 | 2010 | 2021 |
| ---- | ---- | ---- | ---- | ---- |
| 462  | ↘352 | ↘266 | ↘220 | ↘174 |